# Methacyclin
Methacyclin ist eine organisch chemische Verbindung aus der Gruppe der Tetracycline und ist ein Derivat des Oxytetracyclins.

## Gewinnung und Darstellung
Methacyclin kann aus Oxytetracyclin dargestellt werden. Dieses wird mit Schwefeltrioxid-Pyridin umgesetzt, was zu einer Oxidationsreaktion führt. Durch gleichzeitige Sulfonierung entsteht im Zwischenprodukt eine Sauerstoff-Verbrückung und eine Hydroxygruppe wird zum Sulfat verestert. Durch Reaktion mit Flusssäure wird Methacyclin gebildet. Das Gesamtergebnis der beiden Reaktionsschritte ist die Eliminierung von Wasser.

## Eigenschaften
Methacyclin liegt als Hydrochlorid als gelbes bis dunkelgelbes geruchloses Pulver vor.
Methacyclin wirkt als Agonist der Ligandenbindungsdomäne des menschlichen Pregnan-X-Rezeptors (hPRX) und induziert in vitro die CYP3A4-Expression. hPXR und CYP3A4 sind an der Metabolisierung insbesondere von Xenobiotika (körperfremden Stoffen) beteiligt. Insofern besteht ein Risiko für Wechselwirkungen mit anderen Medikamenten.

## Verwendung
Methacyclin ist ein Tetracyclin-Antibiotikum, das arzneilich als Hydrochlorid eingesetzt wird und ein breites antibakterielles Wirkungsspektrum aufweist. Die Verbindung wirkt in erster Linie durch Hemmung der Proteinbiosynthese in Bakterien: Methacyclin bindet an die ribosomale Untereinheit 30S, wodurch die Bindung von Aminoacyl-tRNA an die ribosomale Akzeptorstelle während der Elongationsphase der Translation verhindert wird. Dadurch wird die Anlagerung von Aminosäuren an die wachsende Peptidkette blockiert und die Produktion von Proteinen, die für das Wachstum und das Überleben der Bakterien unerlässlich sind, wirksam gestoppt. Im Rahmen der Forschung wurde Methacyclinhydrochlorid zur Untersuchung der bakteriellen Ribosomenfunktion und der Wirkungsmechanismen von Tetracyclin-Antibiotika eingesetzt. Das Wirkungsspektrum ist vergleichbar mit dem von Tetracyclin. Die Elimination ist langsamer. Die Verbindung wurde 1961 von Pfizer patentiert.

## Regulierung
Über den Safe Drinking Water and Toxic Enforcement Act of 1986 besteht in Kalifornien seit 1. Januar 1991 eine Kennzeichnungspflicht für Produkte, die Methacyclinhydrochlorid enthalten.

## Externe Links zu erwähnten Verbindungen
1. ↑  Externe Identifikatoren von bzw. Datenbank-Links zu Methacyclinhydrochlorid:  CAS-Nr.: 3963-95-9, EG-Nr.: 223-568-3, ECHA-InfoCard: 100.021.427, PubChem: 54685047, ChemSpider: 10482179, Wikidata: Q27107336.